# Ухуру Кенијата
Ухуру Мујгај Кенијата (енгл. Uhuru Muigai Kenyatta; Најроби, 26. октобар 1961) кенијски је политичар који је обављао функцију 4. председника Кеније. Пре тога је вршио више функција у кенијској влади. Син је бившег кенијског председника, Џомоа Кенијате.

## Биографија
Рођен је као син Џомоа Кенијате, борца за слободу Кеније и њеног првог председника од 1964. до 1978. године. Завршио је Школу свете Марије у Најробију, након чега је студирао на Колеџу Емхерст у САД.
Године 2001. ушао је у кенијску владу као министар за локалну владу током мандата председника Данијела арап Моија. Упркос неискуству у политици, Мои га је фаворизовао за свог наследника. Кенијата је на председничке изборе 2002. изашао као кандидат владајуће Афричке националне уније Кеније, али је увелико изгубио од вође опозиције, Мваија Кибакија. На председничким изборима 2007. је подржао Кибакија, након чега га је овај узео у своју владу као министра за локалну владу у јануару 2008, док није постављен за заменика председника владе и министра трговине априла 2008. као део договора у владајућој коалицији. 
Кенијата је био министар финансија од 2009. до 2012, а у исто је време и даље вршио функцију заменика председника владе. 
Међународни кривични суд га је оптужио за почињење злочина против човечности током нереда и насиља који су уследили након избора 2007. у Кенији, након чега је дао оставку на место министра финансија 27. фебруара 2012. године.
Победио је на председничким изборима у марту 2013, након чега је постао нови председник Кеније. На функцију је ступио 9. априла 2013. године.

## Приватни живот
Ухуру Кенијата је у браку са Маргарет Гакуо Кенијата. С њом има троје деце (Џомо, Џаба и Нгина). По вероисповести је католик.